# Regione ecclesiastica Piemonte
La regione ecclesiastica Piemonte è un ente ecclesiastico dotato di personalità giuridica eretto dalla Santa Sede ed è una delle sedici regioni ecclesiastiche in cui è suddiviso il territorio della Chiesa cattolica in Italia.

## Territorio
La regione comprende la maggior parte della regione Piemonte e l'intera regione Valle d'Aosta, oltre che una piccola parte delle regioni Liguria e Lombardia.
Le incongruenze tra i territori delle tre regioni amministrative e quello della regione ecclesiastica sono le seguenti:
- la diocesi di Tortona e alcuni comuni meridionali della provincia di Alessandria appartengono alla regione ecclesiastica Liguria;
- l'arcidiocesi di Vercelli comprende sette parrocchie poste in territorio lombardo (in Lomellina);
- alcune parrocchie delle diocesi di Acqui e di Mondovì si trovano in Liguria (in particolare nelle province di Savona e Genova).

Fino al 2018 la parrocchia di Sozzago (in provincia di Novara) apparteneva alla diocesi di Vigevano, mentre la parrocchia di Gravellona Lomellina (in provincia di Pavia) apparteneva alla diocesi di Novara. Nel 2018 le due parrocchie hanno invertito le diocesi di appartenenza.

## Storia
Le prime forme di evangelizzazione nelle zone dell'odierna regione ecclesiastica si devono a Sant'Eusebio primo vescovo di Vercelli che nel IV secolo di ritorno dall'esilio iniziò ad operare per fondare la Chiesa in questa terra di confine. Il suo lavoro fu continuato dai suoi discepoli, in particolar modo da Massimo che divenne vescovo di Torino nel secolo successivo, secolo in cui vennero fondati molti luoghi sacri e si iniziò anche l'evangelizzazione delle terre aostane (dal 450 si ha una presenza episcopale in quelle terre). Nei secoli il cristianesimo seppe resistere nelle terre piemontesi anche durante le invasioni ungare e saracene.

## La regione ecclesiastica oggi

### Statistiche
Dati statistici secondo l'Annuario pontificio 2024:
- Superficie in km²: 29.405
- Abitanti: 4.539.796
- Parrocchie: 2.196
- Numero dei sacerdoti secolari: 1.619
- Numero dei sacerdoti regolari: 724
- Numero dei diaconi permanenti: 370

### Suddivisione
La regione ecclesiastica è costituita dalle due province ecclesiastiche di Torino e di Vercelli.
- arcidiocesi di Torino
  - diocesi di Acqui
  - diocesi di Alba
  - diocesi di Aosta
  - diocesi di Asti
  - diocesi di Cuneo-Fossano
  - diocesi di Ivrea
  - diocesi di Mondovì
  - diocesi di Pinerolo
  - diocesi di Saluzzo
  - diocesi di Susa
- arcidiocesi di Vercelli
  - diocesi di Alessandria
  - diocesi di Biella
  - diocesi di Casale Monferrato
  - diocesi di Novara

### Tribunale ecclesiastico
Le cause ecclesiastiche sono giudicate in primo grado dal tribunale ecclesiastico piemontese, in secondo grado da quello lombardo. Il tribunale ecclesiastico piemontese giudica inoltre in secondo grado le cause che in primo grado sono giudicate dal tribunale ecclesiastico ligure.

## Conferenza episcopale piemontese
- Presidente: Franco Lovignana, vescovo di Aosta
- Vicepresidente: cardinale Roberto Repole, arcivescovo metropolita di Torino e vescovo di Susa
- Segretario: Egidio Miragoli, vescovo di Mondovì

### Cronotassi dei presidenti
- Severino Poletto (1999-2011)
- Cesare Nosiglia (2011-2022)
- Franco Lovignana, dal 2022